# Selidoris deligata
Selidoris deligata är en fjärilsart som beskrevs av Edward Meyrick 1921. Selidoris deligata ingår i släktet Selidoris och familjen praktmalar, Oecophoridae. Inga underarter finns listade i Catalogue of Life.